# Kościół Miłosierdzia Bożego w Przysusze
Kościół Miłosierdzia Bożego w Przysusze – rzymskokatolicki kościół parafialny należący do parafii pod tym samym wezwaniem (dekanat przysuski diecezji radomskiej).
Krzyż i plac pod budowę świątyni zostały pobłogosławione przez biskupa Edwarda Materskiego w dniu 26 października 1986 roku. Budowa kościoła została rozpoczęta w 1990 roku przez księdza Kazimierza Pajka. Prace były kontynuowane przez księdza Sławomira Gregorczyka. Kościół został pobłogosławiony w dniu 13 kwietnia 2000 roku przez biskupa Jana Chrapka. Dedykacji świątyni dokonał biskup Zygmunt Zimowski w dniu 7 października 2007 roku. Budowla została wzniesiona z czerwonej cegły i składa się z jednej nawy.

## Przypisy

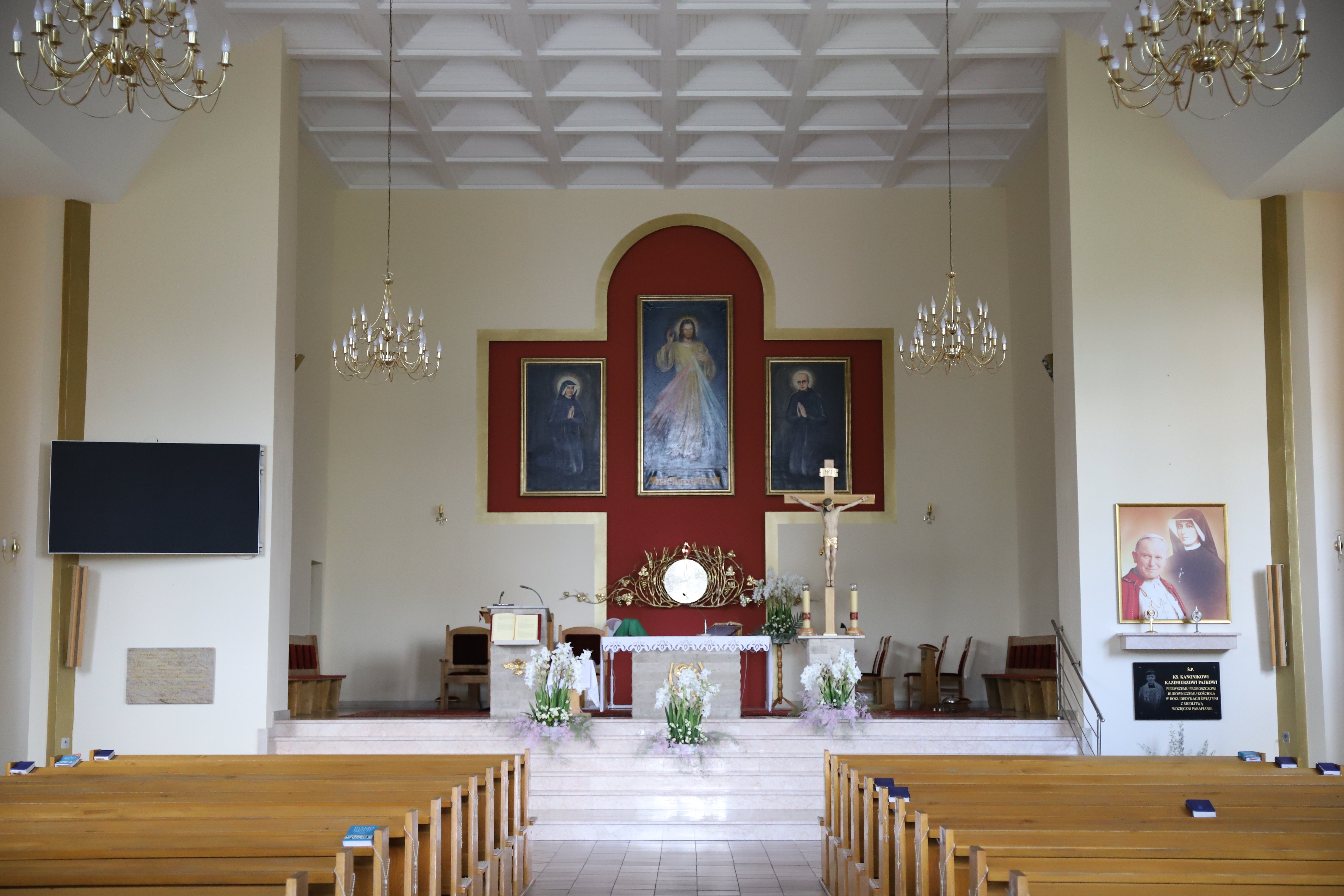
Prezbiterium